# Sankt Anna am Aigen
Sankt Anna am Aigen là một đô thị thuộc huyện Südoststeiermark trong bang Steiermark, nước Áo. Đô thị Sankt Anna am Aigen có diện tích 32,66 km², dân số cuối năm 2005 là 403 người.